# FK Linköping
FK Linköping (förkortat FKL) var en fotbollsklubb i Linköping som ersatte misslyckade elitsatsningen Linköpings FF från och med säsongen 2009. Klubben var ett av många fotbollssatsningar på herrsidan att etablera ett elitlag i Linköping. Klubben blev ytterligare ett misslyckande, dess bästa sportsliga resultat var en säsong i division två vilket slutade med direktrelegering. 2011 gick klubben i konkurs. Resterna av klubben blev del av amatörlaget FC Syrianska vilket ombildades till FC Linköping City med syfte att etablera ett elitlag i Linköping, även denna satsning har misslyckats.

## Samverkansföreningarna
- BK Ljungsbro - Spelar i division 5 - Bildad 2003
- FC Linköping United - Spelar i division 6 - Bildad 2008
- FC Syrianska - Spelar i division 5 - Bildad 2002 - Hemsida
- LFF Ungdom  - Spelar ungdoms- & juniorserier - Bildad 2009
- Linghems SK - Spelar i division 4 - Bildad 1928
- LiU AIF - Spelar i division 4 - Bildad 2007
- Malmslätts AIK - Spelar i division 4 - Bildad 1926 - Hemsida
- Tallboda IF - Spelar i division 5 - Bildad 1969